# Девушка, которая застряла в паутине
«Девушка, которая застряла в паутине» (швед. Det som inte dödar oss) — детективный роман шведского журналиста и писателя Давида Лагеркранца, являющийся продолжением трилогии «Миллениум» Стига Ларссона о жизни девушки-хакера Лисбет Саландер и её друге журналисте Микаэле Блумквисте. Выход книги состоялся 27 августа в мире и 1 сентября 2015 года назначен в США. Роман будет переведён на 38 языков. Первый тираж составит 2,7 млн экземпляров.
В конце июля 2015 года стали известны некоторые детали сюжета. В четвёртой книге серии Блумквист и Саландер займутся новым расследованием — убийством знаменитого учёного в области искусственного интеллекта. Лисбет обнаружит, что за этим стоит её один из самых опасных врагов, плетущий для неё «паучью сеть».
Публикацию сиквела в Швеции осуществило издание Norstedts, выпустившее все три предыдущие части. На английском языке книгу издаст Quercus Publishing. В России продажа начнётся 3 сентября издательством «Эксмо». Работа Лагеркранца приурочена к десятой годовщине первого издания «Девушки с татуировкой дракона».

## История создания
В декабре 2013 года шведское издательство Norstedts Forlag анонсировало готовящееся продолжение трилогии «Миллениум» Стига Ларссона, умершего в 2004 году. Работа над новым романом была поручена Давиду Лагеркранцу, наиболее известному по работе с футболистом Златаном Ибрагимовичем над его автобиографией. Также сообщалось, что книга должна выйти в августе-сентябре 2015 года и в неё не войдут наброски незавершенного чернового варианта Ларссона.
В январе 2015 году Лагеркранц закончил работу над черновой версией романа. Оригинальное название «Det som inte dödar oss», что дословно переводится как «Всё, что не убивает». В марте 2015 года нью-йоркское издательство Alfred A. Knopf представило титульную обложку американского издания романа, получившего английское название «The Girl In The Spider’s Web». В США был заявлен тираж в 500 тысяч экземпляров. Всего же ожидается издание романа в 25 странах.

## Сюжет

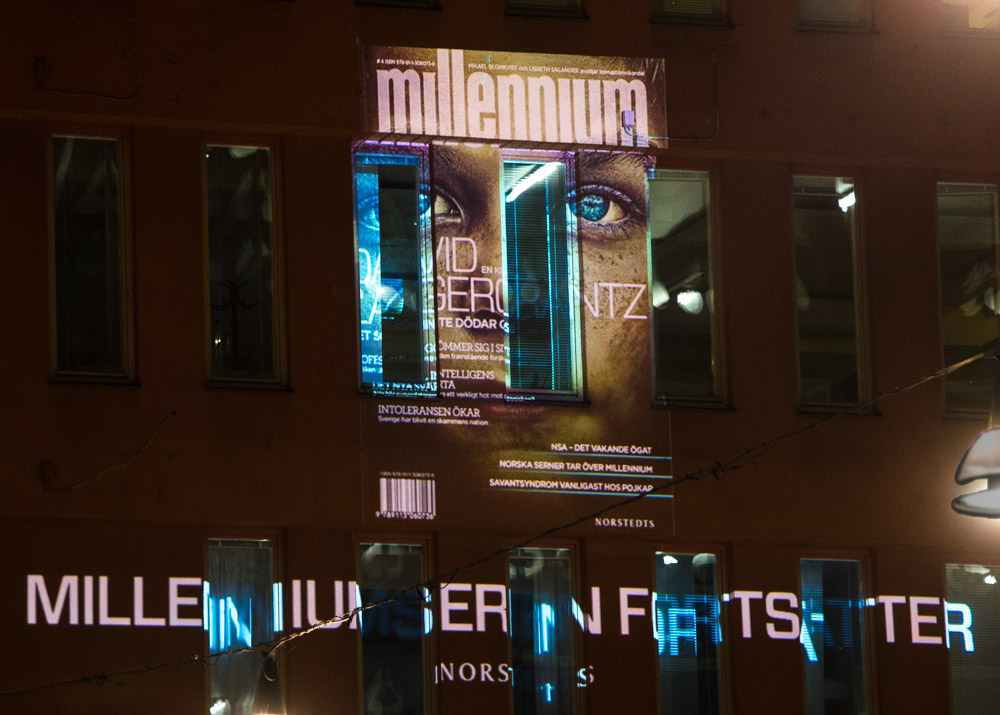
Реклама «Девушки в паутине» в день премьеры сиквела 27 августа 2015 года, Стокгольм

К Микаэлю Блумквисту обращается известный шведский ученый профессор Болдер с просьбой опубликовать его работу. Профессору уже предложила свою защиту СЭПО — Служба государственной безопасности Швеции, но он хочет защитить работу всей своей жизни о ведущих мировых достижениях в области искусственного интеллекта и опубликовать её.
Болдер прибегает и к помощи Лисбет Саландер в экстренных ситуациях. Девушка-хакер вновь использует свой старый ник Оса в попытках взломать Агентство национальной безопасности США.
Вскоре становится ясно, что Болдер и Блумквист объединили свои силы, а над Лисбет Саландер нависла угроза: за ней пристально наблюдают безжалостные киберпреступники, зовущие себя Пауками, которые очень скоро начнут терроризировать весь Стокгольм, а в частности, команду журнала «Миллениум» и самих Блумквиста и Саландер.

## Мнения
Вдова покойного писателя Ева Габриэльссон, ранее проигравшая в суде права на творческое наследие Ларссона, раскритиковала идею создания продолжения трилогии «Миллениум», а выбор Лагеркранца в качестве автора назвала «полным идиотизмом».
Сам Лагеркранц в интервью на сайте «Entertainment Weekly» охарактеризовал новую книгу как возможность проникнуться особенностями психики Лисбет Саландер:

«Она до сих пор загадка, — говорит он, — и для меня, как писателя, это вызов, чтобы понять её… Я просто без ума от неё.»
Оригинальный текст (англ.)She still is a riddle,” he says, “and it’s such a challenge for me as a writer to try and understand her…. I’m just crazy about her.

## Критика
Уппсальская ежедневная газета Upsala Nya Tidning охарактеризовала продолжение как «стандартное преступление, изображающее главных героев более погруженными в себя», в то время как «от былой атмосферы „Милленниума“ не осталось и следа».